# 동아전람
동아전람은 1998년 2월에 설립된 전시회 기획사다.